# Prince Royce
Geoffrey Royce Rojas (n. 11 mai 1989, New York City, New York, SUA), cunoscut sub numele de scenă Prince Royce, este un cântăreț american de origine dominicană.